# Дельта Лебедя
Дельта Лебедя (δ Cyg, δ Cygni, δ Лебедя) — звезда третьей величины в созвездии Лебедь. Она будет «Полярной звездой», по крайней мере, в течение четырёх столетий около 11 250 года.
Эта звезда принадлежит арабскому астеризму al-Fawāris (الفوارس), что означает «Всадники». Сама же звезда собственного имени не имеет, что необычно. Дельта Лебедя вместе с ζ, ε и γ Cyg составляют поперечину Северного Креста.
В китайской астрономии астеризм «Небесный брод» (кит. 天津, пиньинь Tiān Jīn, палл. тяньцзинь) состоит из Дельты Лебедя, γ Лебедя, ε Лебедя, 30 Лебедя, α Лебедя, ν Лебедя, τ Лебедя, υ Лебедя и ζ Лебедя. Соответственно, сама Дельта Лебедя известна как «Вторая звезда Небесного брода» (кит. 天津二, пиньинь Tiān Jīn èr).

## Описание
Дельта Лебедя — тройная звезда; система находится на расстоянии около 170 световых лет и состоит из двух звёзд, достаточно близко расположенных друг от друга, и третьей — намного дальше от этой пары звёзд. Такая общая конфигурация обеспечивает стабильность всей системы.
Согласно Вашингтонскому каталогу визуально-двойных звёзд, параметры этих компонентов приведены в таблице:
| Название | Год  | Позиционный угол | Угловое расстояние | Видимая звёздная величина 1 компонента | Видимая звёздная величина 2 компонента | Спектральный класс |
| AB       | 1826 | 41°              | 1.8                | 2.87m                                  | 7.9m                                   | B9.5IV             |
| AB       | 1990 | 228°             | 2.5                | 2.87m                                  | 7.9m                                   | B9.5IV             |
| AС       | 1913 | 66°              | 68.2               | 3m                                     | 12m                                    | -                  |
| AС       | 1960 | -                | 65.7               | 3m                                     | 12m                                    | -                  |

Звезда, видимая невооружённым глазом — бело-голубой гигант спектрального класса B9 с температурой поверхности 10 500 K. Он уже близок к концу своей жизни на главной последовательности и сейчас светит с яркостью в 155 раз большей, чем у Солнца, его радиус равен 5,13 солнечных радиусов, а масса около 2,93 солнечных масс. Как и многие молодые горячие звёзды, он вращается очень быстро: по крайней мере 135 километров в секунду на экваторе, что примерно в 60 раз превышает аналогичную скорость на Солнце. Его ближайшим спутником является желто-белый карлик спектрального класса F шестой величины (6,33m) со светимостью, примерно в 6 раз превышающей светимость Солнца, и массой, примерно в 1,5 раза превышающей солнечную и с температурой поверхности 7 300 K. Этот спутник, в настоящее время лежит на угловом расстоянии лишь в 2,4″. Анализ наблюдаемой до сих пор частичной орбиты даёт среднее расстояние в 157 а. е. и эксцентриситет, который заставляет предполагать, что расстояние варьируется от 230 до 84 а. е., и период в 780 лет. Эти величины (по третьему закону Кеплера) дают суммарную массу 6,4 солнечных, в отличие от 4,9 солнечных, вычисленной по светимостями, что явно является результатом естественных ошибок при расчётах для звёзд на таком расстоянии.
Гораздо более далёкий третий спутник — звезда двенадцатой величины оранжевый карлик (спектральный класс К), имеет светимость всего лишь 38 % солнечной, и массу только 70 % от солнечной. Он движется вместе с парой более массивных звёзд и, таким образом, кажется висящим над одним местом.
От звезды класса B спутник класса F будет выглядеть яркой звездой, которая светит как 275 полных лун, а от звезды класса F звезда класса B будет светить с яркостью 7 000 полных лун. От пары звёзд звезда класса K будет примерно таким же ярким, как Денеб на Земле, а от оранжевого карлика яркая пара будет выглядеть как две ярких звезды, на угловом расстоянии не более чем на 2,5 градуса друг от друга и будут светить, соответственно, как 15 полных лун.
С Земли видно, что вся тройная звёздная система Дельта Лебедя светит с видимой звёздной величиной 2,86m.

## Полярная звезда
Дельта Лебедя — одна из восьми ярких звёзд в северном полушарии, претендующих на звание «Полярной звезды» в течение прецессионного цикла Земли за 26 000 лет.

Смещение северного полюса на фоне неподвижного неба эпохи J2000.0 при лунно-солнечной и планетной прецессии для интервала времени от 48000 г. до н. э. до 52000 г. н. э.. Что показывает соответствующую смену полярных звёзд.

Другие семь ярких звёзд, претендующих на звание «Полярная»:
- Тау Геркулеса (Геркулес)
- Вега (Лира)
- Альдерамин (Цефей)
- Гамма Цефея (Цефей)
- Альфа Малой Медведицы (Малая Медведица)
- Каппа Дракона (Дракон)
- Тубан (Дракон)